# Skåpafors
Skåpafors est une localité de la commune de Bengtsfors dans le comté de Västra Götaland en Suède.
Sa population était de 316 habitants en 2019.